# Harald J. W. Müller-Kirsten

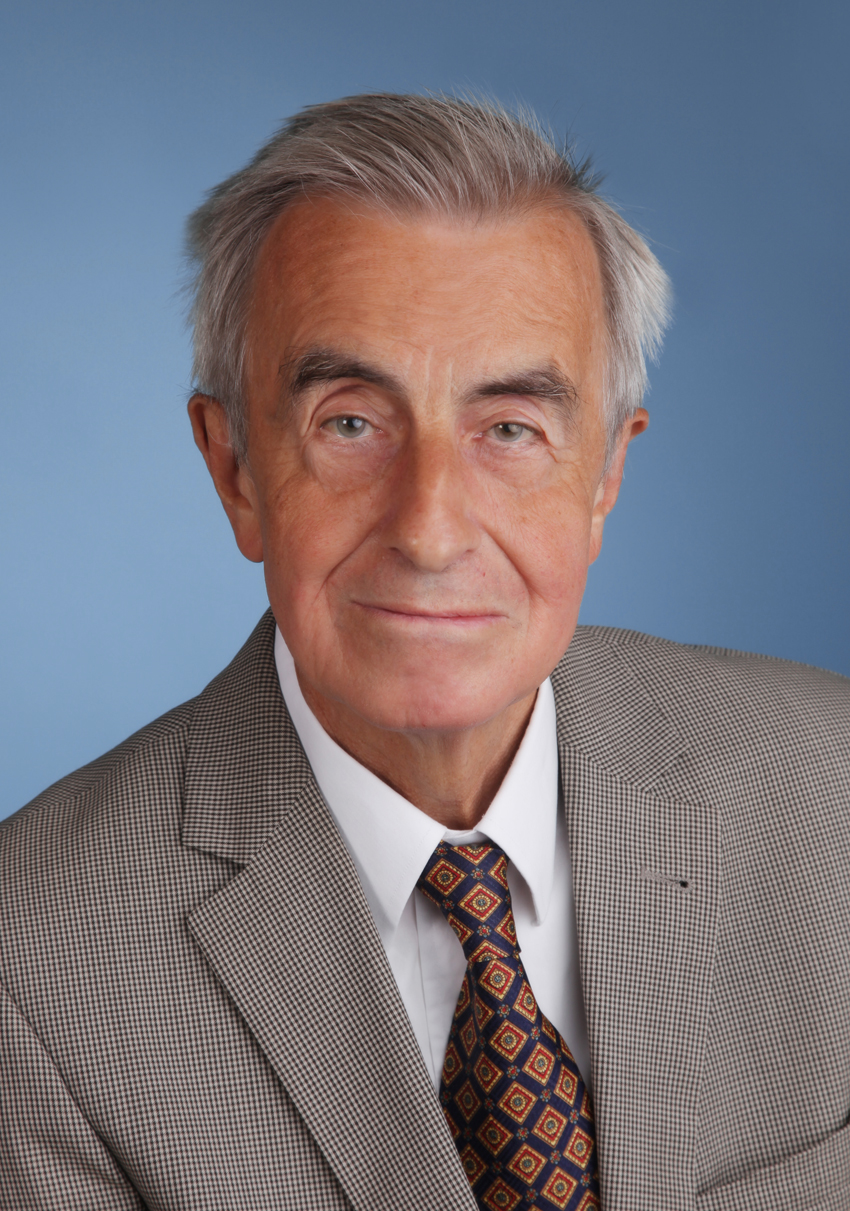
Harald J. W. Müller-Kirsten

Harald Johann Wilhelm Müller-Kirsten (* 19. Mai 1935 in Halle (Saale)) ist ein deutscher theoretischer Physiker.

## Leben
Müller-Kirsten (vor 1972: Müller) ging in Sydney auf die High School und begann dort an der University of Sydney zu studieren. Nach Umzug der Familie nach Perth studierte er dort weiter an der University of Western Australia. Dort erhielt er seinen Bachelor of Science (First Class Honours); Titel seiner Honours Thesis: Asymptotic Expansions and Converging Factors, Betreuer: Robert Balson Dingle. Danach promovierte er dort ebenfalls bei Dingle; Titel seiner Ph.D. Thesis: Asymptotic Expansions of Mathieu Functions, Spheroidal Wave Functions, Lamé Functions and Ellipsoidal Wave Functions and Their Characteristic Numbers. Anschließend war er Postdoktorand am Institut für Theoretische Physik von Fritz Bopp an der Ludwig-Maximilians-Universität München, wo er sich mit Publikationen über Regge-Pole, bzw. Regge-Trajektorien, u. a. habilitierte. Er war NATO-Fellow am Lawrence Radiation Laboratory (Berkeley), Max Kade Foundation Fellow am SLAC (Stanford), und Assistant Professor an der American University Beirut und war ab 1972 Professor an der Universität Kaiserslautern.
Von Müller-Kirsten stammen über 200 wissenschaftliche Publikationen in mathematischer Physik und Hochenergiephysik. Bekannt wurde er durch ein mit Armin Wiedemann verfasstes Buch über Supersymmetrie und sein Buch über Quantenmechanik, das wesentliche Teile seiner lebenslangen Forschungsarbeit enthält. Diese begann mit der Entwicklung einer Störungsrechnungs-Methode zur Lösung der Mathieu-Gleichung, einer Art Schrödinger-Gleichung mit periodischem Potential, der Basisgleichung der Atomphysik. Nach diesem ersten von insgesamt vier Fällen folgten später noch weitere Schrödinger-Gleichungen, deren Lösungen er untersuchte,  die teils mathematisch, teils physikalisch motiviert waren, letzteres insbesondere durch Entwicklungen in der Elementarteilchentheorie: Schrödinger-Gleichungen mit (a) periodischen, (b) anharmonischen, (c) Coulomb-Abschirmungs- und (d) singulären Potentialen (s. z. B. Mathieu-Funktion, Lamé-Funktion, Doppelmuldenpotential).
Nachdem die von Richard Feynman entwickelte alternative Wegintegral-Methode populär geworden war, wendete Müller-Kirsten diese auf zwei der genannten vier Fälle an, um die Ergebnisse zu vergleichen. Dies erreichte er, in Zusammenarbeit mit seinem chinesischen Kollegen Jiu Qing Liang, mithilfe von periodischen Pseudoteilchen, auch periodische Instantonen genannt, bzw. elliptischen Funktionen. Der Hinweis des russischen Kollegen D. A. Garanin an Müller-Kirsten, dass die Periode dieser Funktionen proportional ist zur reziproken Temperatur, war der Anfang von zahlreichen weiteren Arbeiten Müller-Kirstens und seiner Kollegen zu Übergängen spezieller Moleküle vom quantenmechanischen Regime zum thermischen in Analogie zu Zustandsänderungen wie dem von Eis zu Wasser. Das Quantenmechanikbuch Müller-Kirstens ist das erste, das die vollständige Lösung einer Schrödinger-Gleichung mit singulärem Potential enthält. Zu dieser Gleichung kam Müller-Kirsten in der Stringtheorie, wo sie die Schwingungsgleichung eines Skalarfelds im Hintergrund einer D3-Brane ist.
Müller-Kirsten ist Sohn des Bauingenieurs und Hochschullehrers Wilhelm J. Müller.

## Fachbücher
- mit Armin Wiedemann: Supersymmetry. An Introduction with Conceptual and Calculational Details. World Scientific, Singapore u. a. 1987, ISBN 9971-5-0354-9 (2. Auflage als: Introduction to Supersymmetry (= World Scientific Lecture Notes in Physics. 80). ebenda 2010, ISBN 978-981-4293-41-9).
- Electrodynamics. An Introduction including Quantum Effects. World Scientific, Hackensack NJ u. a. 2004, ISBN 981-238-807-9 (2. Auflage als Electrodynamics. ebenda 2011, ISBN 978-981-4340-73-1).
- Introduction to Quantum Mechanics: Schrödinger Equation and Path Integral. World Scientific, Singapore u. a. 2006, ISBN 981-256-692-9 (2. Auflage. World Scientific, Hackensack NJ u. a. 2012, ISBN 978-981-4397-73-5).
- Classical Mechanics and Relativity. World Scientific, Hackensack NJ u. a. 2008, ISBN 978-981-283-251-1 (2. Auflage, World Scientific, Singapore u. a. 2024, ISBN 978-981-12-8711-4).
- Basics of Statistical Physics. A Bachelor Degree Introduction. World Scientific, Hackensack NJ u. a. 2010, ISBN 978-981-4287-22-7 (2. Auflage als: Basics of Statistical Mechanics. ebenda 2013, ISBN 978-981-4449-53-3; 3. Auflage, ebenda 2022, ISBN 978-981-12-5609-7).

## Literarische Werke
- Rätsel Wahrheit, Rückblicke kreuz und quer. Haag + Herchen Verlag 2017, ISBN 978-3-89846-783-4.
- Henry Kendall, Ausgewählte Gedichte, übertragen ins Deutsche von Harald J.W. Müller-Kirsten. Haag + Herchen Verlag 2021, ISBN  978-3-89846-878-7.
- Der Lockruf der Südsee.  Haag + Herchen Verlag 2023, ISBN 978-3-89846-904-3.